# Melaleuca fluviatilis
Melaleuca fluviatilis là một loài thực vật có hoa trong Họ Đào kim nương. Loài này được Barlow mô tả khoa học đầu tiên năm 1997.